# شكري مجاهد
شكري مجاهد هو كاتب ومترجم مصري وعمل مدير المركز القومى للترجمة

## الحياة العلمية والمهنية
حاصل علي الليسانس العام 1983 والماجستير 1992 عن دراسة «أثر ارنست همنجواي علي كتاب القصة القصيرة في الستينيات» والدكتوراه سنة 1997 عن «سقوط غرناطة» دراسة النصوص الأدبية الإنجليزية.

## حياته
عمل أستاذ في الأدب الانجليزى، رئيس قسم اللغة الإنجليزية بكلية التربية - جامعة عين شمس، وحاصل على ليسانس التربية من قسم اللغة الإنجليزية، في العام 1983، كما حصل على ليسانس الآداب قسم اللغة الإنجليزية في العام 1986، ثم ماجستير في الأدب المقارن 1992، وفي العام 1997 حصل على الدكتوراه، عن رسالته: «سقوط غرناطة وتصديره في الأدب الإنجليزى».

## من أعماله
له عدد كبير من الأبحاث، والكتب المتخصصة في الأدب المقارن، والأدب الإنجليزى، بالإضافة إلى قائمة كتب مترجمة طويلة، منها:
- ترجمة كتاب: المسلمون قادمون: الإسلاموفوبيا والتطرف والحرب الداخلية على الإرهاب (كتاب) 2014.
- ترجمة كتاب: نظرة الغرب إلى الحجاب (كتاب)
- ترجمة كتاب: النساء أسلحة حربية، العراق الجنس والإعلام (كتاب)
- ترجمة كتاب: ثورة في التعليم من المدرسة إلى العمل (كتاب)
- ترجمة كتاب: آثار استعمارية: تشكل الهوية الوطنية في الأردن (كتاب)
- ترجمة كتاب: المشهد التاريخي: كيف يرسم المؤرخون خارطة الماضي (كتاب)
- ترجمة كتاب: هذه شريعتنا ومقالات أخرى (كتاب)
- ترجمة كتاب: البط الدميم يذهب إلى العمل (كتاب)
- ترجمة كتاب: هروبي إلى الحرية: أوراق السجن 1983-1988 (كتاب)
- ترجمة كتاب: وضع الأولويات : القيم الشخصية والنتائج المؤسسية (كتاب)
- ترجمة كتاب: القدرة على التكيف : الاستجابة الفعالة للتغيير (كتاب)
- ترجمة كتاب: التواصل عبر الثقافات (كتاب)